# Inocellia brunni
Inocellia brunni is een kameelhalsvliegensoort uit de familie van de Inocelliidae. De soort komt voor in Vietnam.
Inocellia brunni werd voor het eerst wetenschappelijk beschreven door Navás in 1915.